# Battaglia di Ain el-Gazala
La battaglia di Ain el-Gazala fu uno scontro armato avvenuto tra il 26 maggio e il 21 giugno 1942 nei pressi del villaggio di Gazala, a est del porto di Tobruch nel nord-est della Libia durante la campagna del Nordafrica della seconda guerra mondiale. Lo scontro vide fronteggiarsi le truppe dell'Asse (Panzerarmee Afrika o Armata Corazzata Africa, A.C.A.), guidate dal Generaloberst Erwin Rommel e composte da unità tedesche e italiane, contro l'8ª Armata dell'esercito britannico, guidata dal Generale Sir Claude Auchinleck e composta da truppe principalmente del Commonwealth britannico, indiane ed unità di Francia libera guidata da De Gaulle.
La battaglia portò alla conquista, da parte delle forze italo-tedesche della fortezza di Tobruch e alla successiva avanzata in Egitto fino alla posizione di El Alamein, dove nel frattempo si era collocata l'8ª Armata britannica.
La battaglia fu caratterizzata da una serie di manovre e di confusi scontri nel deserto tra le forze corazzate delle due parti e mise in evidenza la superiorità delle tattiche e dei metodi della Panzerarmee Afrika. Le forze corazzate britanniche subirono una pesante sconfitta, tanto che lo stesso Winston Churchill rimase molto deluso e preoccupato dall'esito disastroso dello scontro, che metteva in pericolo l'Egitto e sembrava confermare, dopo la catastrofe di Singapore del febbraio 1942, l'inferiorità anglosassone nei confronti degli eserciti nemici.
Nonostante la favorevole situazione venutasi a creare dopo la vittoria di Ain el-Gazala, l'esaurimento delle forze italo-tedesche, le difficoltà di rifornimento e il continuo rafforzamento dello schieramento nemico impedirono una conclusione vittoriosa e definitiva della campagna da parte delle forze dell'Asse.

## L'antefatto

### Bengasi
Nel novembre 1941, in seguito all'Operazione Crusader, le unità britanniche dell'8ª Armata conquistarono Tobruch, spingendo le forze dell'Asse ad abbandonare la Cirenaica, fino alla linea di El-Agheila, sul confine con la Tripolitania. Nel gennaio 1942, sfruttando l'arrivo di importanti rinforzi di carri armati, Rommel attaccò le posizioni britanniche, infliggendo una grave sconfitta alla 1ª Divisione corazzata e alla 4ª Divisione Indiana, costringendole a ripiegare fino a pochi chilometri da Ain el-Gazala, a circa 65 km da Tobruch. Su questa posizione il fronte si stabilizzò e le due armate contrapposte si riorganizzarono rinforzandosi in vista di una futura battaglia. Nello stesso mese di gennaio gli Alleati ridussero la linea di fronte per potenziare le linee di comunicazione e di rifornimento, in preparazione di un'altra avanzata a ovest verso la Tripolitania italiana. L'eliminazione della Force K di Malta, che incappò in un campo minato italiano fuori da Tripoli nella metà del dicembre 1941, e l'arrivo dei Fliegerkorps II in Sicilia neutralizzarono le forze alleate navali e aeree stazionate a Malta, permettendo maggiori rifornimenti per le unità italo-tedesche in Libia. Tuttavia, solamente dopo due mesi le forze italo-tedesche in Libia iniziarono a ricevere rifornimenti e rinforzi di uomini e carri, che continuarono fino alla fine del maggio 1942, quando i Fliegerkorps II vennero trasferiti sul Fronte orientale.

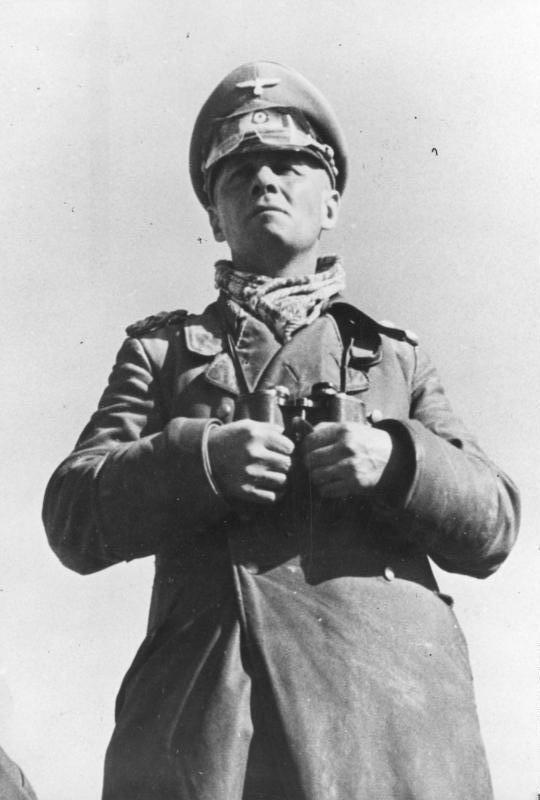
Il generale Erwin Rommel, comandante in capo dell'armata corazzata italo-tedesca.

Pur essendo stati al corrente di tali rifornimenti grazie all'intelligence, il Quartier generale alleato al Cairo sottovalutò la loro portata e anche la forza di combattimento dell'Asse, avendo notevolmente sovrastimato le perdite militare inflitte alle forze dell'Asse durante l'Operazione Crusader. In un comunicato del gennaio 1942, il Generale Auchinleck sostenne che la capacità militare delle forze dell'Asse ammontasse a 35000 unità, mentre in realtà erano attorno alle 80000 unità (50000 truppe tedesche e 30000 truppe italiane). L'Eight Army si aspettava di essere pronta per una nuova offensiva per il febbraio 1942 e il Quartier generale al Cairo riteneva che le forze dell'Asse fossero troppo indebolite e disorganizzate per montare una controffensiva nel frattempo. Malgrado le sollecitazioni del Primo Ministro Churchill, il Generale Auchinleck, comandante in capo di tutto il Medio Oriente, riteneva poco prudente prendere l’iniziativa di una controffensiva britannica per riprendere la Cirenaica dalle forze dell’Asse e, d'accordo con il suo diretto sottoposto generale Ritchie (Ottava Armata), si era attestato a difesa della Tripolitania, con divisioni di fanteria, a loro volta protette ad ovest, in direzione del nemico, da vasti campi minati. Lo scopo principale era, oltre al contenimento di un attacco, la protezione della piazzaforte e del porto di Tobruch, ritenuto cruciale.
Il 21 gennaio, il generale Erwin Rommel della Panzerarmee Afrika inviò tre colonne di veicoli corazzati per condurre una ricognizione tattica. Dal momento che incontrarono ben poche difese, Rommel decise di cambiare la missione di ricognizione in una vera e propria offensiva, riconquistando la città di Bengasi il 28 gennaio e il villaggio di Timimi il 3 febbraio 1942. Al 6 febbraio, gli Alleati avevano già spostato la propria linea di fronte da Gazala a Bir Hakeim, alcuni chilometri più a ovest di Tobruch, da cui le truppe italo-tedesche si erano ritirate sette settimane prima. Gli Alleati riportarono 1309 perdite, persero 42 carri armati e altri 30 riportarono danni e guasti, e persero 40 cannoni da campo.

### Il fronte di Gazala
Tra Gazala e Timimi, appena a ovest di Tobruch, l'Ottava Armata britannica fu in grado di concentrare sufficientemente le proprie forze per avviare una controffensiva. Al 4 febbraio 1942, l'avanzata dell'Asse era stata fermata e la linea di fronte si stabilizzò da Gazala, sulla costa a 48 km ovest rispetto a Tobruch, a una vecchia fortezza ottomana a Bir Hakeim, 50 km a sud nell'entroterra. La linea di Gazala era una serie di fortificazioni, chiamate “ box”, che ospitavano ciascuna una brigata, e sparsi in tutta la linea di battaglia e dietro a campi minati e filo spinato, sorvegliato da pattugliamenti regolari tra le fortificazioni. Dietro le linee vi erano delle anche delle colonne corazzate, le quali avrebbero dovuto coprire le falle nel fronte.
Le forze di Francia Libera erano posizionate a sud della fortificazione di Bir Hakeim, 21 km a sud della fortificazione occupata dalla 150ª Brigata di Fanteria, che a sua volta era a 9,7 km a sud della fortificazione della 69ª Brigata di Fanteria.
La linea di Gazala non era controllata in maniera uniforme, piuttosto le truppe erano concentrate nella copertura delle strade costiere, lasciando il sud nettamente meno coperto, sebbene questo fosse protetto da estesi campi minati e da una linea più lunga che avrebbero dovuto rendere un attacco attorno al fianco sud molto più difficile da sostenere. Dietro il fronte di Gazala vi erano delle fortificazioni difensive note come "Commonwealtk Keep" o "Hill 209" nei pressi di Ras El Madauur sulla principale linea difensiva di Tobruch, a circa 14,5 km sud-ovest del porto. I villaggi di Acroma e Knightsbridge, a 19 km sud di El Adem, vennero scelte per posizionare dei blocchi sulle ferrovie e gli snodi. Fu ultimata anche una fortificazione presso Retma appena prima dell'offensiva delle forze dell'Asse, ma i lavori di costruzione sulle fortificazioni di Point 171, a 6,4 km sud-est di Bir Hakeim e Bir el Gubi non iniziarono prima del 25 maggio 1942.

## Le forze in campo
(Commento del generale Friedrich von Mellenthin nelle sue memorie di guerra)
L'Ottava Armata britannica, disponendo di tre brigate corazzate (2ª, 4ª e 22ª) e di due brigate carri (1ª e 32ª) con un totale di 14 battaglioni corazzati, aveva una chiara superiorità in numero di carri armati (l'armata italo-tedesca aveva solo sette battaglioni corazzati, di cui quattro di panzer tedeschi); inoltre questa superiorità, oltre che quantitativa, era anche qualitativa, per la presenza dei Grant (armati con un cannone da 75 mm in casamatta e uno da 37 mm in torretta), che erano superiori sia ai Panzer III H che ai Panzer IV E, quindi gli unici carri che potevano contrastarli validamente erano i (19) Panzer III J e i Semoventi 75/18. 
Inoltre le forze britanniche disponevano di cospicue riserve accantonate nella regione del Cairo, tra cui almeno altri tre battaglioni corazzati disponibili e del 10º Corpo d'Armata accantonato in Palestina con la divisione neozelandese. Per quanto riguarda l'artiglieria anticarro, i britannici avevano l'ottimo pezzo da 6 pdr (57 mm) (112), mentre le forze dell'Asse potevano contrapporre gli 88 (in appena 48 esemplari), alcuni Skoda 76 mm, i 50 mm tedeschi e i 47 mm italiani.
Confrontando le forze a livello di grandi unità, si vede che l'Asse aveva in totale 9 divisioni, mentre l'Ottava Armata ne aveva altrettante (escludendo la 2ª Divisione Sudafricana, di guarnigione a Tobruch). Tuttavia, mentre le divisioni tedesche e britanniche erano su 3 reggimenti, le divisioni italiane di fanteria erano "binarie" (cioè su 2 reggimenti) e solo parzialmente motorizzate. 

## Gli opposti schieramenti
I capisaldi britannici («box») si estendevano dai contrafforti di Gazala, per circa 70 km a sud e verso l’interno fino alla località di Bir Hacheim: partendo dalla costa, la 1ª Divisione fanteria sudafricana presidiava posizioni protette da campi di mine per circa 25 km fino ad Alam Hamsa, seguiva la 50ª Divisione fanteria fino alla linea Trigh Capuzzo, a sud del quale era piazzata la 150ª Brigata (appartenente alla 50ª stessa).
Dalla linea Trigh el-Abd verso sud, un vasto triangolo (la cosiddetta «V» cfr. cartina I) di campi minati si estendeva per circa 25 km, avente per vertice sud, Bir Hakeim, punto che la 1ª Brigata Francia Libera aveva solidamente fortificato.
Divisioni corazzate britanniche erano in posizione dietro ai «box», ben equipaggiate e dotate di carri armati in numero superiore a quello nemico: la 1ª Armoured Division a nord di Bir el Harmat (zona soprannominata «Kinghtsbridge»). Più a sud, in riserva mobile, erano schierate unità della 1ª e 7ª Armoured Division, per contrastare i possibili aggiramenti del caposaldo di Bir Hakeim.
Le forze dell'Asse di fronte all'Ottava Armata, erano così scaglionate (rispettivamente dal mare verso l'interno): la 15ª Brigata di fanteria leggera tedesca, la divisione italiana Sabratha, la divisione di fanteria motorizzata Trento, le divisioni di fanteria Brescia e Pavia.
Il dispositivo britannico – essenzialmente difensivo – doveva servire a far prendere tempo ad Auckinlech, che voleva evitare la ripetizione della precedente sfortunata campagna in Cirenaica e sperava che le forze italo-tedesche non si sarebbero mosse nell’immediato o, altrimenti, sarebbero state seriamente contrastate (cosa che in parte almeno, poi avvenne).
Ma ciò significava non tenere conto della dottrina e del carattere di Rommel, oltre che della supremazia aerea tedesca, che nella primavera del 1942 aveva permesso di ottenere maggiori rifornimenti verso i porti di Tripoli, Bengasi e Derna. Rommel si preparò ad applicare la sua strategia consueta: spinta delle forze motocorazzate contro l'obiettivo principale, per spazzar poi via le difese secondarie e statiche in un secondo tempo.

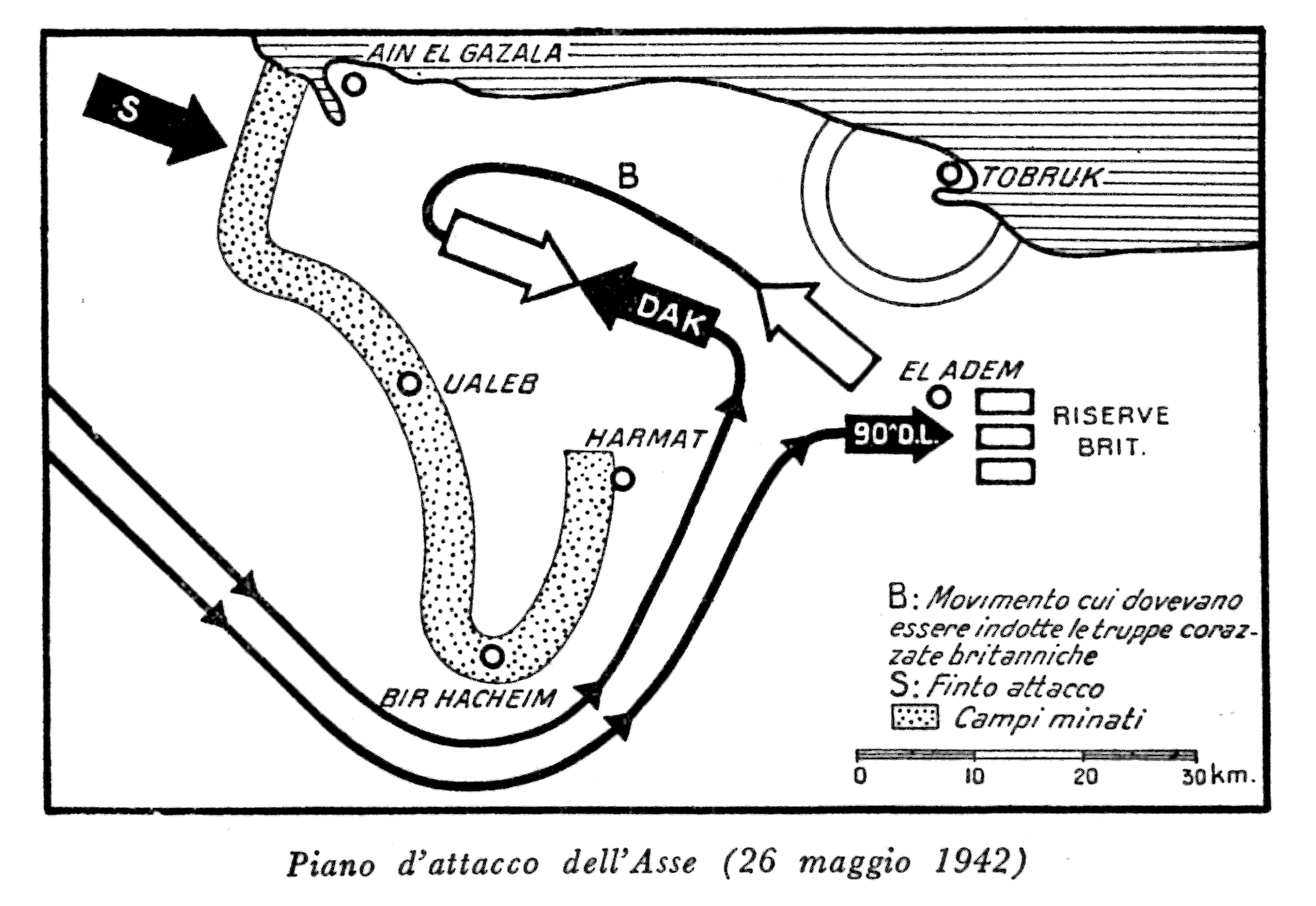
Schizzo da: Rommel, Diari "Guerra senza odio"

## La battaglia

### L'inizio dell'offensiva e la variante "Venezia"
L’offensiva – alquanto semplice nella sua concezione, come evidenziato dallo Schizzo riportato nei "diari" di Rommel – prese avvio il 26 maggio 1942 nel modo seguente:
Le forze italo-tedesche (gen. Cruewell,15ª Leichtbrigade e Divisione Trento), si mossero frontalmente per far credere al nemico che l’attacco principale stesse avvenendo a nord della linea Trigh Capuzzo. In prossimità della costa le fanterie impegnavano le difese della 1ª Divisione Sudafricana, sempre a scopo di diversione.
Nel frattempo l’Afrikakorps (gen. Nehring) e il XX Corpo d'Armata (gen. Baldassarre), composto dalle Divisioni Ariete e Trieste, protetti da una casuale tempesta di sabbia (khamsin, il vento del deserto) raggiungevano verso sera un punto di raccolta nella zona della Rotonda Segnali (sud della linea Trigh Capuzzo a circa 40 km a nord-ovest di Bir-Acheim), da cui partire poi per la manovra di avvolgimento da sud prevista per impegnare rapidamente le divisioni corazzate britanniche (dettagli in Cartina I).
Il piano iniziale di Rommel prevedeva che il XX corpo avrebbe effettuato la manovra di aggiramento passando a nord di Bir Acheim, mentre l’Afrikakorps sarebbe passata a sud del caposaldo tenuto dai francesi. Ma Rommel aveva altresì previsto lo spostamento di tutta la massa aggirante a sud nel caso che il nemico - non cadendo nel tranello del finto attacco frontale a nord - mantenesse le sue forze corazzate mobili a protezione del suo fianco meridionale. Rommel avrebbe fatto scattare la modifica diramando l’ordine in codice «Venezia», circostanza che si verificò nel tardo pomeriggio del 26 maggio.
La divisione corazzata Ariete – ricevuto l’ordine «Venezia» – corresse quindi la rotta a sud di Bir Hacheim, mentre la Trieste, per motivi non chiari non tenne conto dell’ordine: proseguì quindi secondo il piano iniziale, affrontando i campi minati a «V» a nord di Bir Acheim.
Nessuna fonte attendibile permette di affermare che Bir Acheim fosse un obiettivo di tale importanza strategica da dover essere neutralizzato al costo di rallentare il previsto piano di avvolgimento del nemico da sud. Ciò perché il comando italo-tedesco semplicemente ignorava l’efficace fortificazione del caposaldo e il potenziale di disturbo delle forze mobili – sia pur non blindate - del presidio francese. Le sole informazioni pervenute erano che nella zona di Bir Acheim vi era la 1ª Brigata della France Libre, che la 7ª Brigata Motorizzata britannica agiva nei suoi dintorni, e che ivi esistevano campi minati di estensione sconosciuta. Mancando di più precise notizie, l’ordine di operazioni iniziale del 20 maggio menzionava solo che: «il nemico che si trovasse nella zona di Bir Hacheim deve essere attaccato e battuto». Del resto Rommel stesso nei suoi diari ricorda che alle ore 22 del giorno 26, «sia la DAK che tutto il XX corpo, inclusi reparti esploranti al completo, dovevano iniziare la marcia per il vasto attacco intorno a Bir Hacheim» e «procedere oltre Acroma fino alla costa» per annientare l'avversario».

### Lo scontro fra le forze corazzate

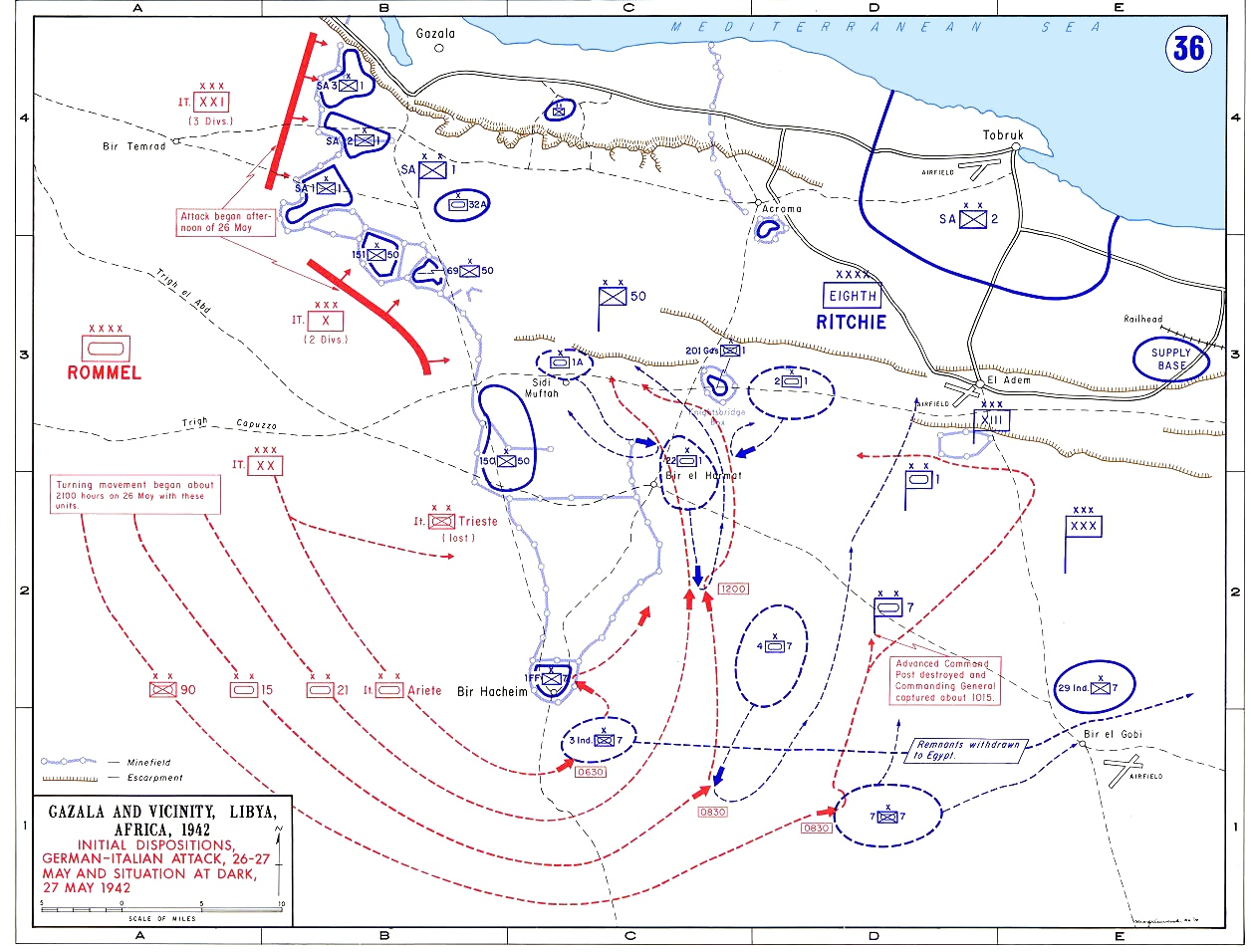
I: Combattimenti del 26 e 27 maggio 1942.

Verso sera del 26 maggio, la ricognizione aerea e terrestre britannica, aveva avvistato le forze dell'Asse che si ammassavano intorno alla zona Rotonda Segnali. La 7ª Divisione corazzata, informata del movimento nemico, veniva allarmata nel primo mattino del 27.
Dal 23 maggio la 3ª Brigata Motorizzata Indiana aveva iniziato a prendere posizione sul dosso di Rugbet el-Atasc a circa 5 km a sud di Bir Hacheim (cfr. cartina I) proprio sulla rotta seguita dalla Ariete.
Avvistata all'alba del 27 maggio, dall'avanguardia del XX Corpo d'Armata, la 3ª B.M.I. inevitabilmente si scontrava alle ore 6,30 (cfr. cartina I) con la Divisione Ariete. Nel duro combattimento che ne seguì, la 3ª B.M.I fu sbaragliata, al costo, tuttavia, per l'Ariete di una cinquantina di carri persi tra questo scontro e il successivo che avvenne poco dopo con la 1ª Brigata della Francia Libera attestata nel caposaldo di Bir Hacheim. Nel frattempo la 21ª Panzer; disposta sulla destra della Ariete – senza intervenire – proseguiva l'aggiramento verso nord, in direzione di Bir el-Harmat.
La 21ª aveva il suo fianco destro coperto dalla 15º Panzer, che si trovò poco dopo investita (ore 8:30, cfr. cartina I) dalla 4ª Brigata Corazzata (appartenente alla 7th Armoured Division) posizionata a 30 km ad est di Bir Hacheim, con i suoi squadroni B e C del 3º Royal Tanks (dotati di carri Grant). Per la prima volta da quando erano in Africa, i tedeschi si trovarono in svantaggio tecnico di fronte agli inglesi. Lo scontro anche qui fu rapido e durissimo, con la perdita di circa della metà degli effettivi dei due squadroni del 3º Royal Tanks (e comunque con i carri superstiti privi di munizioni), mentre nel deserto restavano i relitti di almeno 30 carri tedeschi.
Ancora più ad est, la 90ª Leichtedivision impegnava la 7ª Brigata Motorizzata (anch'essa della 7th Armoured Division), riuscendo a catturare (momentaneamente, dato che il giorno successivo riuscì a fuggire) lo stesso comandante della 7ª Divisione Corazzata. I superstiti della 4ª Brigata Motorizzata Indiana e della 7ª Brigata Motorizzata si ritirarono su Bir el Gobi, tenuta dalla 29ª Brigata Indiana. In pratica nel corso della mattinata l'ala sinistra del XXX Corpo era stata respinta su tutta la linea.

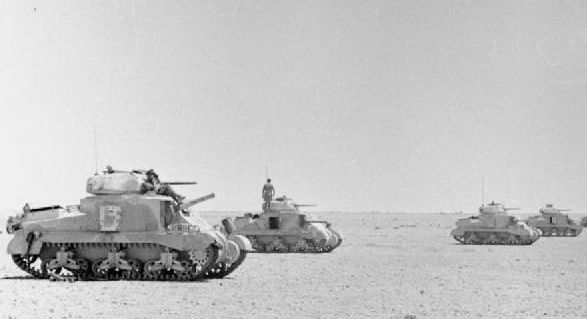
Carri M3 Grant dell'8ª Armata britannica.

Nel corso del pomeriggio, dopo un attacco inefficace della 22ª Brigata Corazzata (1ª Divisione Corazzata), la 2ª Brigata Corazzata (1ª Divisione Corazzata) e il 44º Royal Tanks attaccarono le forze del DAK rispettivamente da est e da ovest, provocando perdite nei reggimenti di fanteria motorizzata della 15ª e della 21ª Panzerdivision.
Intanto la divisione Ariete era poco a nord di Bir Hakeim, mentre la Trieste, ancora più a nord, per i motivi già citati, affrontava i campi minati a «V» esistenti tra il «box» della 150ª Brigata (la più meridionale di quelle dalla 50ª Divisione) e Bir Hakeim.

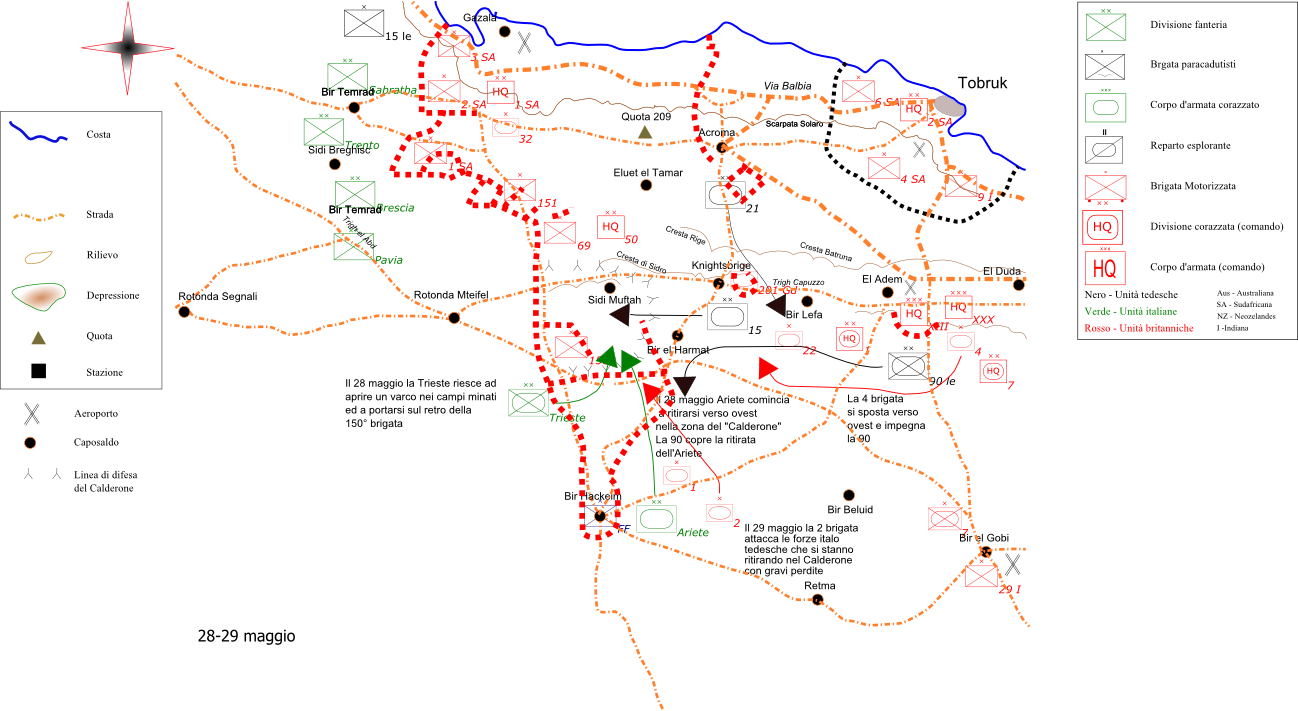
II: Combattimenti del 28 e 29 maggio 1942

Il giorno 28 maggio le forze tedesche erano schierate sul retro del fronte britannico, dalla scarpata costiera a Bir Hakeim. La preoccupazione maggiore nel campo dell'Asse era data dalla 15ª Panzerdivision, che si trovava nel centro dello schieramento, ma era completamente priva di rifornimenti. La divisione Ariete, all'estremità meridionale dello schieramento, stava impegnando le forze britanniche per cercare di aprire una strada per i rifornimenti a sud di Bir Hakeim. Le forze britanniche assunsero per tutta la mattinata uno schieramento difensivo, mentre la 90ª Leichtedivision ripiegava verso ovest, trovandosi in una posizione troppo esposta, scontrandosi con la 4ª Brigata Corazzata (7ª Divisione Corazzata). Nel pomeriggio le forze corazzate britanniche si diressero su Bir el-Harmat per chiudere la via ai rifornimenti provenienti da sud. La divisione Ariete, quindi fu attaccata dal 10º reggimento ussari (1ª Divisione Corazzata), ma, con l'aiuto dei cannoni antiaerei da 88 e 90 mm distrusse completamente lo squadrone di Grant del reggimento, costringendolo a ripiegare.
Intanto le divisioni Trieste e Pavia erano riuscite a operare varchi nei suddetti campi minati verso est, aprendo quindi una via più diretta ai rifornimenti, che da quel momento non dovevano più aggirare Bir Hakeim da sud.
Tentativi di attacco frontale contro le posizioni della 50ª Divisione, effettuati dalle fanterie della Sabratha non diedero risultati apprezzabili.

### La ritirata dell'Asse

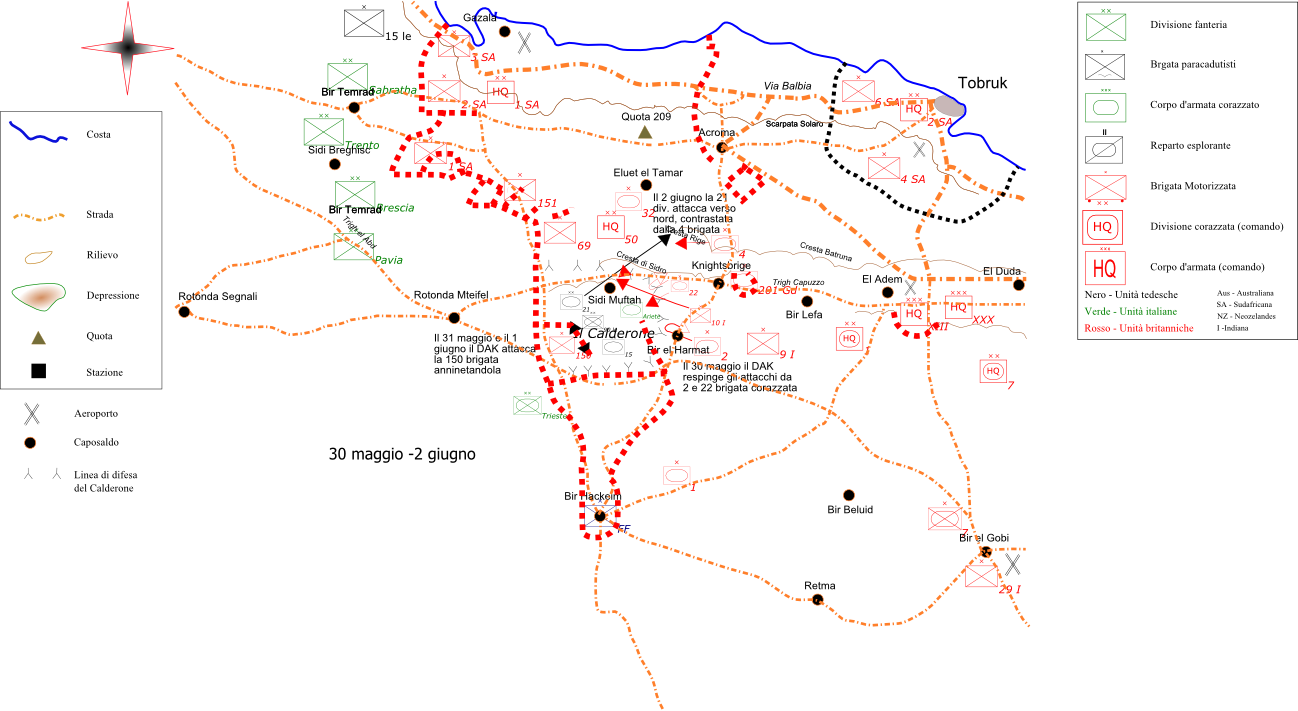
Combattimenti dal 30 maggio al 2 giugno 1942

Rommel si rese conto della difficile posizione in cui si trovava. Iniziò quindi a concentrare le sue truppe, cercando di organizzarle su una linea più difendibile, fra la Cresta di Sidra a nord e la Cresta di Aslagh a sud: questa zona, denominata the Cauldron («il Calderone») era abbastanza vicina al punto dove era sboccata la Trieste, ma si trovava totalmente nella zona di influenza della 150ª Brigata. Nel corso del 29 maggio la 21ª Panzerdivision abbandonò le posizioni sulla scarpata costiera e la Ariete si diresse verso nord, lasciando al suo posto la 90ª Leichtedivision. Quando le forze corazzate britanniche cercarono di riprendere contatto da ovest con la 150ª Brigata, esse si trovarono di fronte tutte le forze mobili italo-tedesche. La battaglia durò per tutta la giornata, con perdite gravissime da entrambe le parti. A sera il DAK si trovava con la 150ª Brigata ad ovest (dentro le sue posizioni fortificate) e le forze corazzate britanniche a est e sud, praticamente circondato e quasi privo di rifornimenti: a questo punto sembrava che l'unica soluzione consistesse in una resa onorevole.
Auchinleck, ritenendo Rommel ormai battuto, decideva di tentare un'azione decisiva, destinata a eliminare definitivamente le forze dell'Asse dalla Cirenaica. Mandò tutto il XXX corpo in una marcia a sud di Bir Hakeim, per poi puntare direttamente a nord per spazzare via le fanterie italiane, mentre il XIII Corpo impegnava direttamente le forze del «Calderone». Tuttavia, prima di dare il via a questa azione, doveva riorganizzare le sue forze, quindi per tutto il 30 maggio esercitò una pressione molto limitata sulle forze dell'Asse.
Rommel, avendo ricevuto qualche rifornimento, sia pure insufficiente a ripianare le scorte, il 31 maggio lanciò un attacco sul «box» della 150ª Brigata, centrato sul villaggio di Sidi Mufta. Gli attacchi si susseguirono per due giorni di seguito, finché la 150ª Brigata non dovette cedere, avendo esaurito le munizioni.
Mentre tutte le forze disponibili per Rommel si lanciavano sugli sfortunati fanti inglesi, i quartier generali britannici facevano piani sempre più complessi, sempre nell'ipotesi che Rommel non fosse più in grado di esercitare una pressione offensiva. Quando le truppe britanniche furono pronte ad appoggiare la 150ª Brigata erano passati due giorni, ma il 1º giugno si era arreso anche il Reggimento Green Howards, e la 150ª Brigata non esisteva più. Nel corso della notte successiva le forze britanniche tentarono un attacco da nord e da est sul «Calderone», attacco che praticamente fu fermato alle prime difficoltà, senza che provocasse danni alle forze dell'Asse.

### L'attacco al «Calderone»

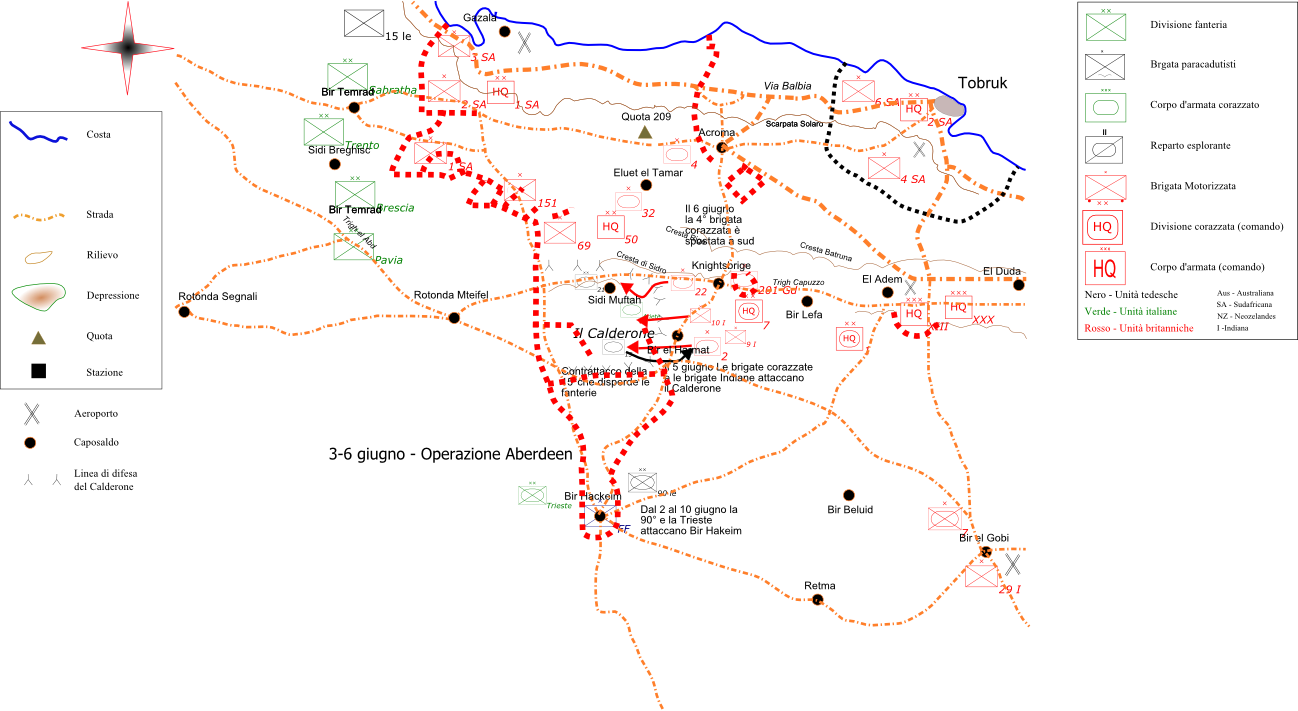
Combattimenti dal 3 al 6 giugno 1942

Già il 2 giugno la 21ª Panzerdivision (che aveva partecipato attivamente agli attacchi contro la 150ª Brigata) tentava una manovra verso nord per impegnare le forze restanti della 50ª Divisione, ma il suo tentativo fu frustrato più da una tempesta di khamsin che dall'intervento di un reggimento di carri britannico. Il piano britannico, tuttavia, inizialmente non fu scosso dalla nuova vitalità del DAK, e Auchinlek e Ritchie pensarono di impegnare le forze a est della breccia, che ormai si era aperta nello schieramento britannico, usando il XIII Corpo per attaccare a nord le divisioni italiane di fanteria, mentre il XXX Corpo sarebbe stato spostato a sud per sfruttare il successo dell'altro corpo e tenere a bada le forze mobili dell'Asse. Questo piano (operazione Limerick) fu immediatamente scartato sia da Gott sia da Norrie (comandanti dei due corpi britannici), se non altro perché avrebbe lasciato i rifornimenti dell'Ottava Armata a portata di mano delle forze mobili italo-tedesche. L'unica opzione che restava aperta alle forze britanniche era attaccare direttamente il «Calderone» per cacciare via Rommel (operazione Aberdeen). Il XXX Corpo aveva il compito di entrare da est (cresta Aslagh) nella zona tenuta dall'Ariete, usando la fanteria per la prima ondata, quindi effettuando un attacco notturno, mentre il XIII Corpo avrebbe effettuato un attacco diversivo a nord dalla cresta Sidra, tenendosi comunque pronto a sfruttare il successo del XXX Corpo. Uno dei punti più critici di questo piano, cioè l'appoggio che le divisioni corazzate del DAK avrebbero dato all'Ariete fu totalmente sottovalutato, pensando che la 15ª Panzerdivision fosse impegnata contro il box di Bir Hakeim, compito che, invece era stato lasciato alle fanterie (90ª Leicthedivision e Trieste).

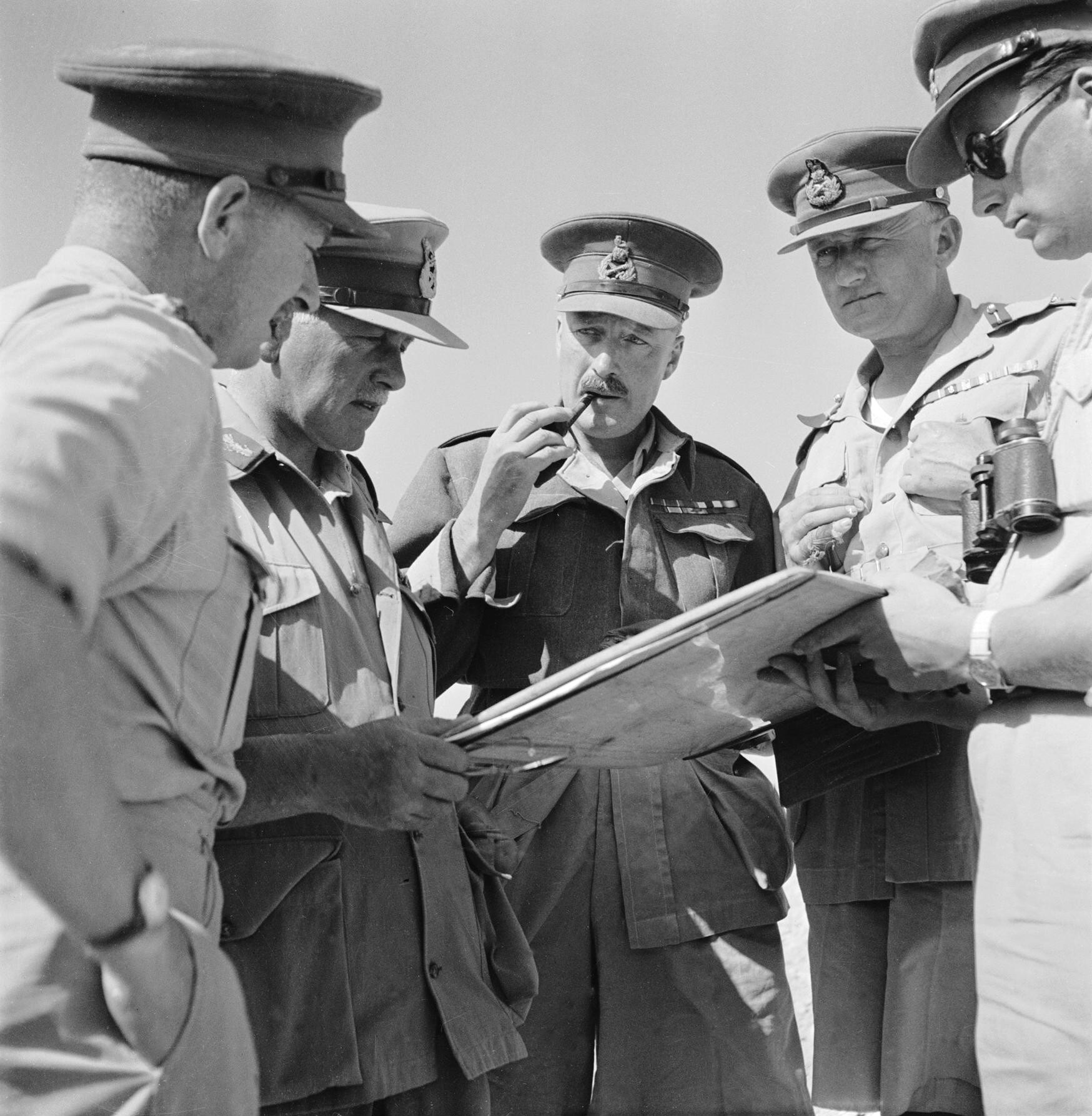
Riunione di alti ufficiali britannici; secondo da sinistra il generale Charles Norrie, al centro il generale Neil Ritchie, secondo da destra, il generale William Gott.

L'operazione Aberdeen iniziò alle 2.50 del 5 giugno (una settimana dopo la ritirata di Rommel nel «Calderone» e quattro giorni dopo l'annientamento della 150ª Brigata), ma sbagliando la posizione delle linee italiane, che erano arretrate rispetto a quanto previsto. Quando all'alba i carri britannici (22ª Armoured Brigade) superarono la cresta Aslagh trovarono i carristi dell'Ariete, supportati da un Pakschirm (linea difensiva realizzata con artiglierie anticarro comprendente gran parte delle artiglierie italo-tedesche). Di fronte ad una vera e propria tempesta di fuoco, in cui i carri italo-tedeschi usavano le postazioni di artiglieria come perno di manovra, costringendo quindi i carri britannici a offrire il fianco o ai pezzi anticarro o ai carri armati dell'Asse, la 22ª Armoured Brigade non poté fare altro che ritirarsi verso nord est, lasciando il campo di battaglia in mano al nemico. L'attacco condotto da nord (cresta Sidra) non ebbe miglior successo, anzi le perdite britanniche in carri furono ancora più gravi, anche perché il 42º Reggimento Royal Tanks finì sui campi minati «amici» della 69ª Brigata. Alla fine, dei settanta carri partiti, ne rimasero solo una dozzina. A questo punto l'operazione Aberdeen era virtualmente fallita.
Nel pomeriggio Rommel non perse tempo a sferrare un contrattacco, attaccando verso est (21ª Panzerdivision con l'appoggio dell'Ariete) e verso sud (15ª Panzerdivision). Quest'ultimo attacco, totalmente inatteso, ebbe un successo spettacolare, disperdendo addirittura i comandi delle divisioni corazzate britanniche. Gran parte delle fanterie rimase isolata, sotto il fuoco dei carri tedeschi. La sera del giorno successivo la sacca era stata completamente occupata. Intanto la dispersione dei comandi di divisione aveva lasciato il comando del XXX Corpo completamente all'oscuro di quanto stava succedendo. Quando Norrie tentò di riprendere l'attacco, le brigate corazzate britanniche erano troppo malconce per essere efficienti, quindi da quel momento Richtie rinunciò all'idea di cacciare Rommel dal «Calderone».

### L'assedio di Bir Hakeim
Appena annientata la 150ª Brigata, non dovendosi più preoccupare dei rifornimenti, il 2 giugno Rommel inviò la 90ª Leichtedivision e la Trieste ad attaccare Bir Hakeim. La caduta di Bir Hakeim avrebbe completamente aperto il fianco sinistro delle forze britanniche, permettendo a Rommel di operare in profondità contro Tobruch e il confine egiziano. L'attacco contro la 1ª Brigata Francia Libera iniziò la mattina del 3 giugno, con scarsi risultati sia per il fuoco francese sia per i campi minati che circondavano il box. A sera, essendo informato di movimenti di corazzati nelle vicinanze (erano le truppe che il giorno successivo avrebbero attaccato Rommel nel Calderone), Kleemann ordinò ai suoi uomini di assumere una posizione difensiva. Nella notte un convoglio rifornì i francesi di munizioni (5000 colpi, per la maggior parte perforanti, per i cannoni da 75 mm) e acqua. I continui attacchi della Desert Air Force bloccarono Kleemann da nuovi tentativi di attacco, ma a partire dal 7 giugno la Luftwaffe tornò ad occuparsi di Bir Hakeim. Dal 2 al 10 giugno su Bir Hakeim furono persi 77 aerei dalla RAF e 58 aerei dalla Luftwaffe. Lo stesso giorno (7 giugno) Rommel inviò un Kampfgruppe (gruppo da combattimento) prelevando elementi e artiglieria dalla 15ª Panzerdivision e l'8 giugno si recò egli stesso a Bir Hakeim mostrando così chiaramente dove considerava il centro della battaglia in quel momento. Il giorno 9 giugno le forze tedesche penetrarono nella prima linea difensiva francese (quota 186). 
Finalmente alle 15:30 del 9 giugno Koenig ricevette da Ritchie, comandante dell'Ottava Armata, un messaggio per l'evacuazione del caposaldo. Trascorso il tempo necessario per organizzare la sortita e stabilire un punto di raccolta, 24 ore dopo nella notte del 10 giugno, ca 2700 uomini (sui 3600 che si trovavano a Bir Hakeim all'inizio dei combattimenti) riuscirono a sottrarsi alle forze italo-tedesche e a raggiungere le linee britanniche.

### La decisione

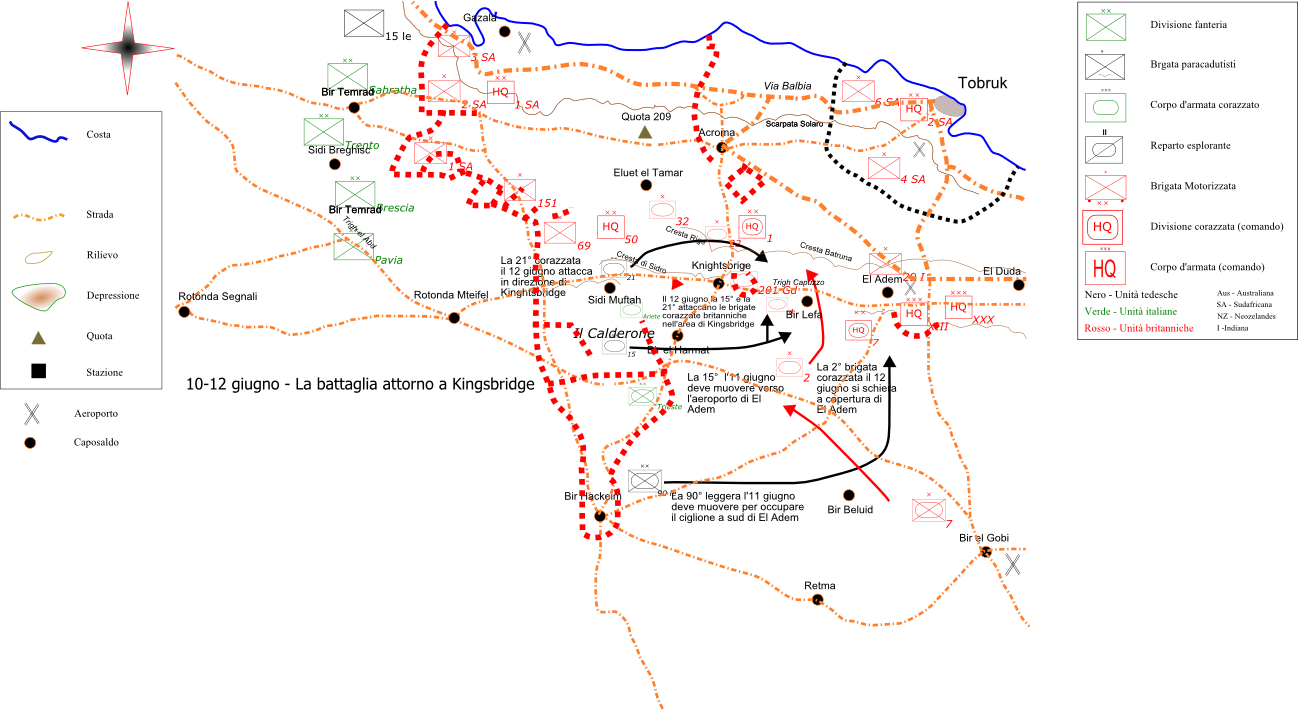
Combattimenti dal 10 al 12 giugno 1942

Mentre Rommel combatteva attorno a Bir Hakeim, gruppi di autoblindo britanniche, partendo dalle posizioni della 50ª Divisione avevano attaccato le truppe italiane di fronte, tentando di tagliare la strada che portava i rifornimenti alla forze mobili italo-tedesche. Intanto Richtie pensava di usare la 1ª Divisione Sudafricana (attestata in prossimità della costa) per accerchiare da nord le forze italiane, isolando così il DAK. Tuttavia, scendendo da Auchinleck ai vari gradi della scala gerarchica, il progetto subì una serie di "dimagrimenti" successivi, tanto che il 7 giugno nel previsto accerchiamento furono impiegate 9 compagnie (meno di un reggimento) con risultati assolutamente insignificanti. La caduta di Bir Hakeim convinse i comandi britannici a rinunciare anche alle operazioni con autoblinde.
Un tentativo britannico, effettuato il 10 giugno, di riprendere l'iniziativa con 4th e 2nd Armoured Brigade nei pressi dell'area fortificata di Knightsbridge fu frustrato dall'azione difensiva portata avanti dall'Ariete.
La battaglia, anche se l'Ottava Armata non era ancora sconfitta, era diventata pesante per le forze britanniche, dato che avevano perso gran parte della loro superiorità in forze corazzate (disponevano di 330 carri, contro 221 carri di Rommel), mentre conservavano intatta la maggior parte delle loro fanterie. Tuttavia, a questo proposito, sorgeva un problema: qualsiasi nuova dislocazione delle fanterie avrebbe richiesto l'abbandono delle posizioni protette tenute in quel momento e l'impiego di un numero notevole di veicoli, che rischiavano di diventare un facile bersaglio per le forze corazzate.

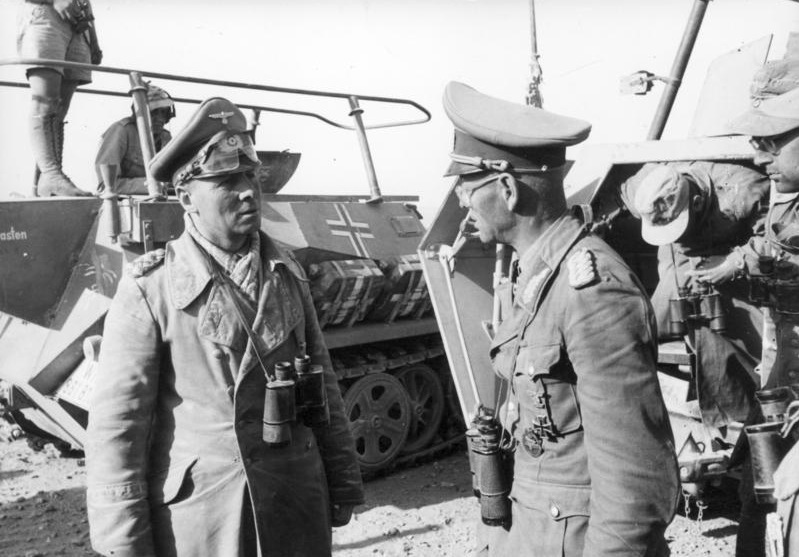
A sinistra il generale Erwin Rommel a colloquio con il generale Georg von Bismarck, comandante della 21. Panzer.Division

La situazione tattica ora vedeva un grosso saliente britannico fra Gazala ed el-Adem, occupato dal XIII Corpo, mentre le forze corazzate erano concentrate verso la base del saliente (el-Adem), ma inquadrate in molti reparti di scarsa forza (tutti quelli che erano stati già lanciati contro il DAK e avevano subito perdite più o meno rilevanti). A sud delle forze corazzate britanniche il box di Kinghtsbridge, dove era un importante bivio, bloccava i tentativi di Rommel verso est. L'abbandono del saliente sarebbe stato vantaggioso per ridurre la lunghezza del fronte (che, adesso, era diventata un dato critico per i britannici), ma avrebbe abbandonato in mano italo-tedesca gli aeroporti del nord della Cirenaica, esponendo quindi i convogli diretti a Malta alle attenzioni del X.Fliegerkorps, ai rischi del movimento di fanterie detti sopra.
Tuttavia Auchinleck e Richtie non ebbero il tempo di elaborare piani: l'11 giugno Rommel ordinò alla 90ª Leichtedivision di occupare la cresta a sud di el Adem (il principale centro di rifornimenti britannico), mentre la 15ª Panzerdivision doveva occupare l'aeroporto di el-Adem. La 21ª Panzerdivision e l'Ariete avrebbero dovuto puntare su Knightsbridge, per attirare in quella direzione le forze corazzate britanniche. Solo la mattina del 12 giugno Norrie si rese conto che le forze mobili dell'Asse erano adesso disperse su un vasto arco, quindi potevano essere attaccate senza rischiare di trovarsi in inferiorità numerica. Il bersaglio era la 15ª Panzerdivision (la più settentrionale), quindi raccolse una forza con una cinquantina di Grant, una sessantina di Honey e 25 Crusader per lanciarla contro il fianco della divisione tedesca. Per contrastare le forze dell'Asse dirette a Knightsbridge restavano 27 Grant, 5 Honey, 34 Crusader e 63 Matilda. Il comandante della 7ª Armoured Division voleva invece operare verso sud, per questo si mosse per andare a discutere il piano con Norrie, ma, avendo incontrato reparti tedeschi da ricognizione, fu costretto a restare tutta la notte nascosto in un biʾr (pozzo). Dall'altra parte von Värst, immaginando la possibilità di un attacco, si era arrestato e posto a difesa appena avvistate le pattuglie esploranti britanniche. Le forze corazzate che fronteggiavano la 15ª Panzerdivision rimasero per tutto il giorno in attesa di ordini da Messervy, che, nella sua precaria situazione, non era in grado di darne. Appena capita la situazione Norrie passò il comando delle forze residue della 7ª Armoured Division al gen. Lumdsen, che subito mandò la maggior parte delle forze che coprivano Knightsbridge a rinforzare la 2ª e la 4ª Armoured Brigade (le forze che fronteggiavano la 15ªPanzerdivision).
Rommel ordinò a von Bismarck di attaccare Knightsbridge e a von Värst di impegnare le forze che aveva di fronte. I britannici, presi in piena crisi di comando, furono sottoposti ad un micidiale fuoco incrociato dei panzer che manovrando abilmente in gruppi ebbero presto la meglio; le brigate inglesi subirono perdite altissime di mezzi corazzati (si trattò della più pesante sconfitta subita dalle forze corazzate inglesi in tutta la guerra) e dovettero cedere sia di fronte a Knightsbridge, sia di fronte ad el Adem, ritirandosi su una posizione difensiva che, partendo da Knightsbridge, si estendeva verso nord-est.
Il grosso difetto di questa posizione difensiva era che ormai era stata aggirata dalla 15ª Panzerdivision. A sera la situazione era stata provvisoriamente stabilizzata, ma le perdite di carri britanniche erano tali (oltre 250 carri armati in due giorni - 11 e 12 giugno) che Rommel aveva raggiunto la tanto agognata superiorità di forze corazzate. Nel corso della notte Auchinleck in persona si recò a parlare con Norrie, ma, anziché ordinare una ritirata che avrebbe potuto ancora avere successo, i due comandanti pensarono che Rommel non avesse più la capacità di portare avanti l'offensiva, quindi predisposero una serie di bombardamenti sulle forze dell'Asse da parte della Desert Air Force e la creazione di una linea di difesa fra il box della 69ª Brigata (50ª Divisione), che era immediatamente a nord di quello della sfortunata 150ª Brigata, e Acroma.

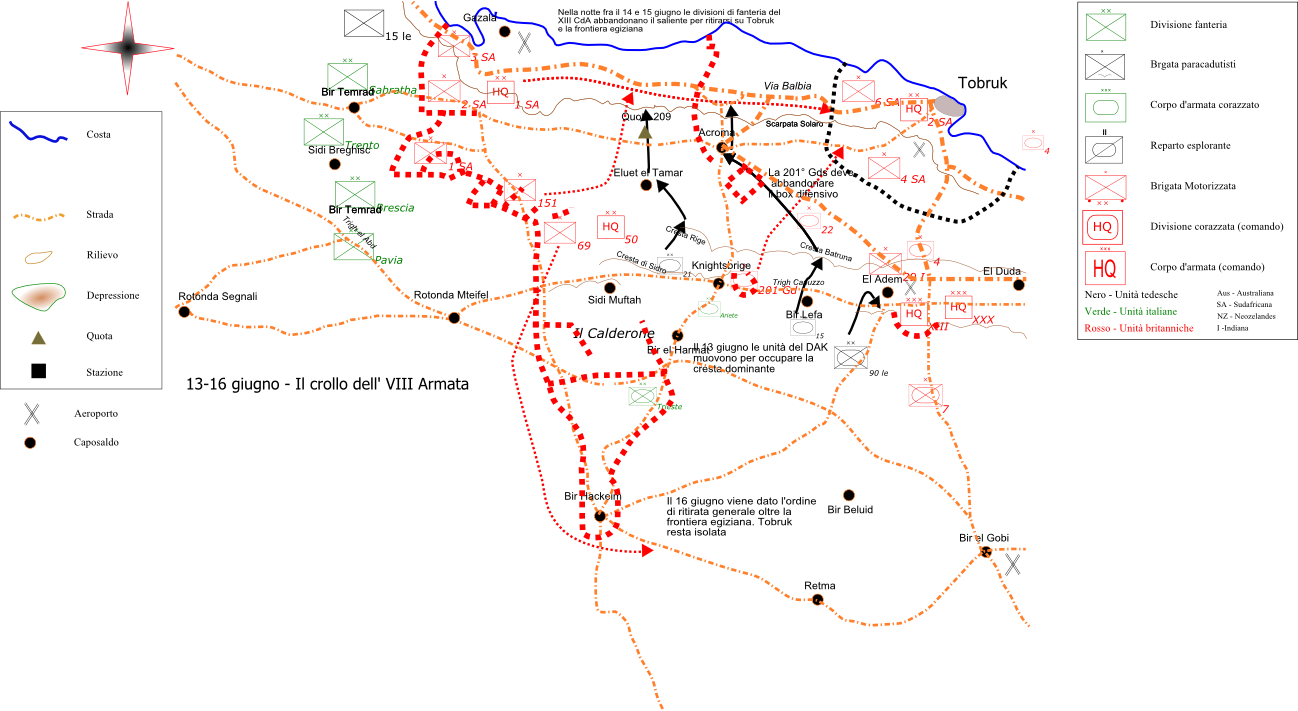
Combattimenti dal 13 al 16 giugno 1942

Il 13 giugno Rommel ordinò alla 21ª Panzerdivision di attaccare la cresta Rigel (che copriva l'accesso ad Acroma) da ovest, mentre la 15ª Panzerdivision ne avrebbe dovuto occupare una diramazione orientale. La 90ª Leichtedivision avrebbe dovuto attaccare el Adem. Gli attacchi della 15ª e della 21ª Panzerdivision non furono molto decisi, ma furono sufficienti a respingere i difensori dalla Cresta Rigel, quindi la 2ª e la 22ª Armoured Brigade furono mandate a contrastare la 21ª Panzerdivision. Tuttavia, un attacco rinnovato da parte della 15ª Panzerdivision lasciò un unico passaggio per le forze chiuse nel box di Kinghtsbridge, che dovette essere evacuato nel corso della notte. I 70 carri superstiti dell'Ottava Armata furono concentrati presso Acroma, e le forze dell'Asse occuparono tutta la cresta Rigel. La ritirata della 90ª Leichtedivision da el Adem non ebbe peso dopo questa svolta drammatica della battaglia.

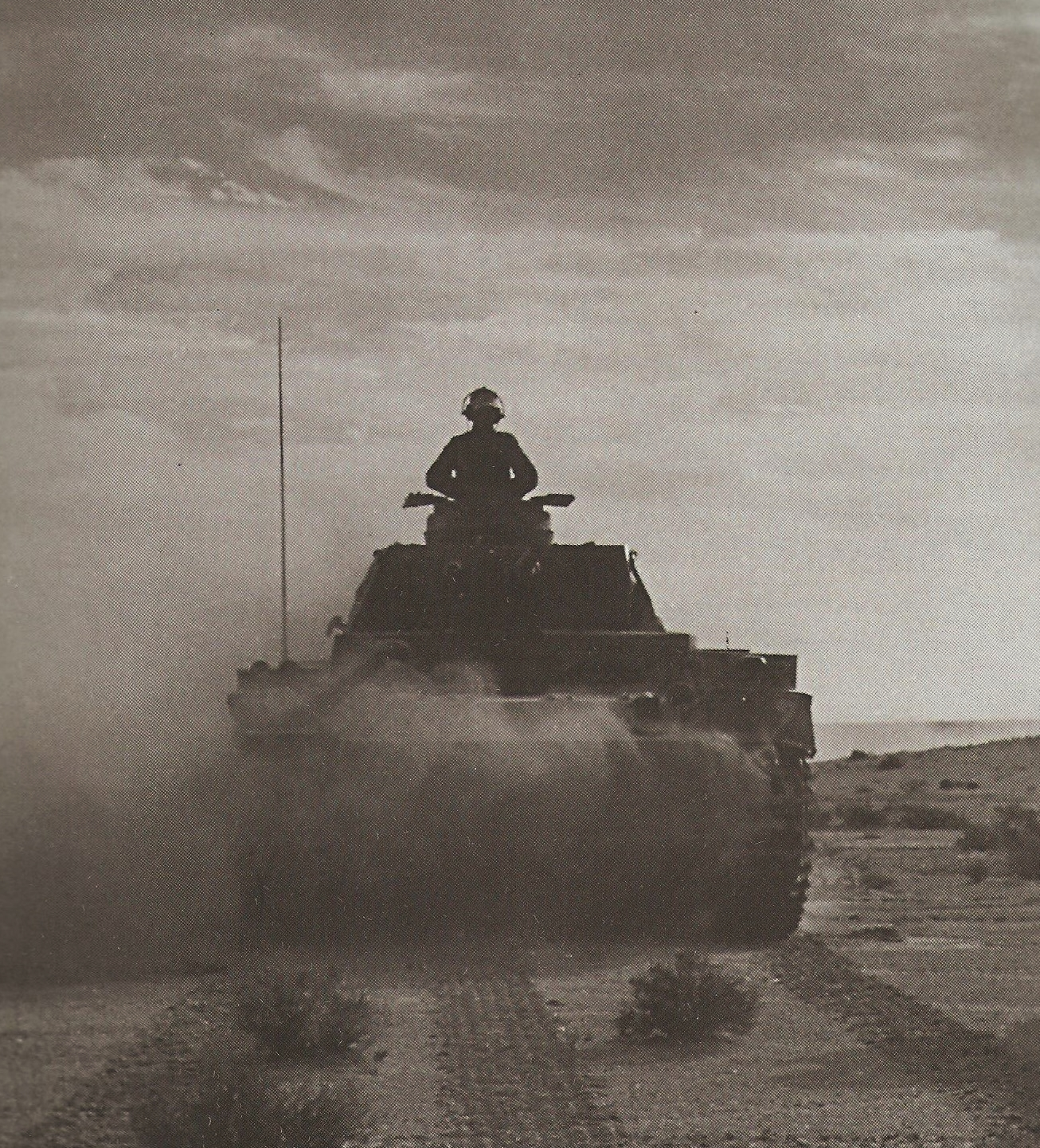
Un Panzer III della 21. Panzer-Division

Dato che Auchinleck voleva evitare ad ogni costo che Tobruch venisse nuovamente assediata, quindi doveva restare una linea di difesa continua che dalla città portasse al confine egiziano, i britannici decisero di ritrarsi verso la frontiera egiziana. La condizione essenziale per tenere questa linea di difesa era che le forze britanniche conservassero el Adem (ad est di Tobruch). Il piano, già elaborato in precedenza, aveva il nome di Freeborn. Mentre le forze del XIII Corpo di Gott si sarebbero ritirate verso la frontiera, le forze residue del XXX corpo avrebbero coperto Tobruch, con l'aiuto della 10ª Divisione Indiana, per il tempo necessario all'evacuazione della base logistica. Alle 7 di mattina del 14 giugno Gott diramò gli ordini per la ritirata delle sue forze. Tuttavia, per tutto il corso della giornata, ci fu un continuo scambio di telegrammi fra Richtie e Auchinleck (tornato al Cairo), in cui quest'ultimo non concordava sulla ritirata fino alla frontiera egiziana, ma chiedeva di resistere sulla linea Acroma. La notte del 14 giugno, iniziarono le operazioni di ritirata delle divisioni di Gott. Mentre la 1ª Divisione Sudafricana si sarebbe ritirata lungo la via Balbia, la 50ª Divisione (che era ridotta due sole brigate, per la perdita della 150ª Brigata) avrebbe dovuto aprirsi una strada attraverso le fanterie italiane per ritrarsi a sud di Bir Hakeim. I carri avevano il compito di difendere Acroma e la scarpata che sovrastava la via Balbia, concentrandosi poi a el Adem, appena la coda della divisione sudafricana avesse superato il perimetro esterno delle difese di Tobruch. Le forze di Rommel erano completamente esauste, quindi non furono in grado di opporsi efficacemente alle forze corazzate britanniche, che, nonostante fossero costrette a ritrarsi in alcuni punti, riuscirono complessivamente a tenere la linea. Tuttavia fra le brigate della 1ª Divisione Sudafricana si era creato un notevole spazio e il gen. Lumsden, non vedendo passare altre unità, a mezzanotte e dieci iniziò a ritirare le forze corazzate. Invece la ritirata della 50ª Divisione avvenne senza grosse difficoltà fino al confine egiziano, sebbene la divisione fosse stata costretta a lasciare tutto l'equipaggiamento pesante per permettere il trasporto di tutti gli uomini.
Il 16 giugno, mentre la 21ª Panzerdivision attaccava uno per uno i piccoli capisaldi che costituivano la linea britannica, apparve chiaro che l'unico sistema di salvare almeno le fanterie era quello di ritirare le truppe britanniche fino alla frontiera egiziana, comprese quelle del box di el Adem. Il giorno dopo Tobruch veniva circondata dalle forze dell'Asse.

### La caduta di Tobruch
(Telegramma giunto a Washington il 21 giugno 1942 durante un colloquio tra Churchill e Roosevelt)
A questo punto Rommel si trovò davanti a due scelte:
1. mantenere la pressione sulle truppe britanniche che si stavano ritirando verso il confine egiziano
2. attaccare Tobruch per cercare di occupare la piazzaforte prima che potesse organizzarsi a difesa.

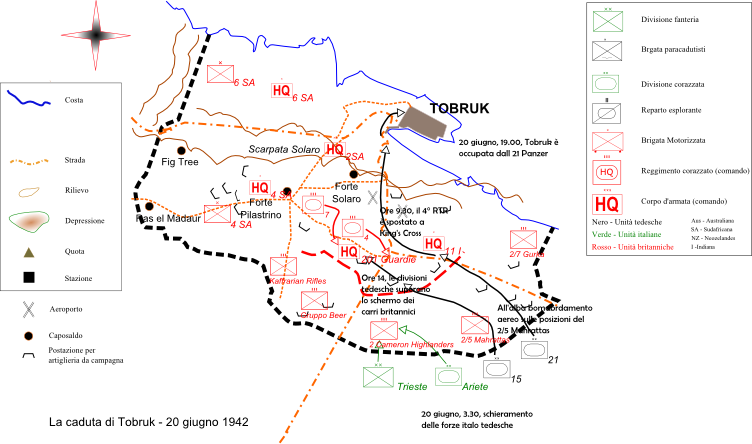
Combattimenti del 20 giugno 1942

La prima scelta gli avrebbe permesso di annientare l'Ottava Armata, ponendo virtualmente fine alla campagna di Libia, ma col rischio di lasciare una posizione forte (Tobruch) nelle sue retrovie, posizione che gli aveva già procurato grossi problemi in precedenza. D'altra parte l'occupazione di Tobruch gli avrebbe accorciato di qualche centinaio di chilometri le linee di rifornimento, che, in quel momento, partivano da Tripoli e Bengasi. La scelta di Rommel cadde sulla sicurezza (probabilmente tenendo conto che le sue truppe erano stremate, come si era ben visto negli ultimi giorni), quindi la decisione fu l'investimento della piazzaforte libica.
Geograficamente la posizione di Tobruch è dominata da due ciglioni: Solaro e Pilastrino, il primo inizia immediatamente a sud della via Balbia, ad ovest dell'abitato di Tobruch, arrivando fino al porto. Il secondo converge sul primo a circa 11 km dal porto e digrada verso sud-est, passando poco a nord del bivio della via per el-Adem (King's Cross). I ciglioni sono separati da un altopiano privo di rilievi, ma che verso oriente si frastaglia in una serie di uadi (letti di fiumi secchi). L'unico rilievo oltre ai due ciglioni è la collina di Ras el Medaur, circa 10 km a est di Acroma. Le prime opere difensive erano state costruite dagli italiani e comprendevano un anello distante circa 29 km dall'abitato con opere difensive, fossati anticarro e reticolati di filo spinato. Nel 1941 le truppe australiane avevano costruito una seconda linea di difesa (Blue Line) circa 3 km all'interno di quella originale, con numerosi campi minati interposti fra le due linee. Tuttavia era da sei mesi, cioè dall'Operazione Crusader, che le difese erano state lasciate senza manutenzione. Le truppe che guarnivano questa linea erano in gran parte inesperte, e non addestrate ad operare in coordinazione con gli altri battaglioni dell'unità, con il grosso concentrato nella metà occidentale del perimetro. In compenso il gen. Gott trovò la guarnigione "elegante e ordinata, come se fosse pronta a sfilare in parata".

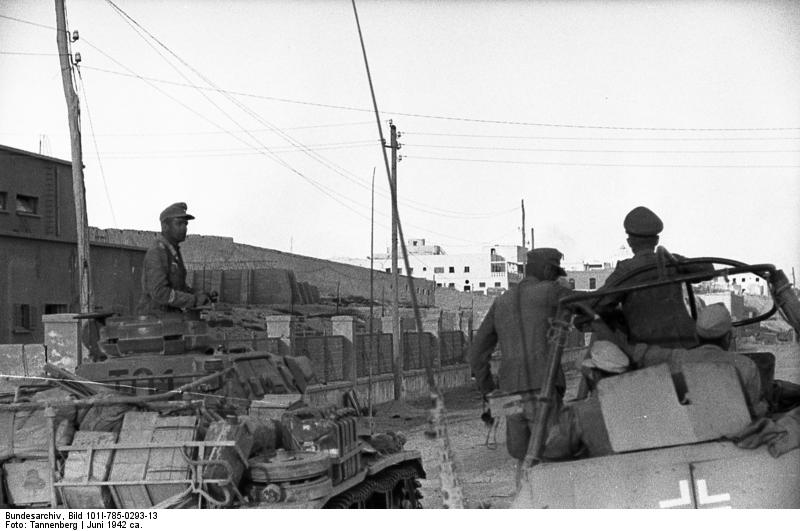
Mezzi motorizzati dell'Afrikakorps in azione a Tobruch.

Gli ordini per il comandante del presidio (gen. Klopper) erano di tentare di tenere aperta una via di comunicazione terrestre con le altre truppe dell'armata, cosa che avrebbe comportato un atteggiamento offensivo della guarnigione, ormai quasi isolata (pomeriggio del 16 giugno) anche dal lato di Belhamed-el Duda.

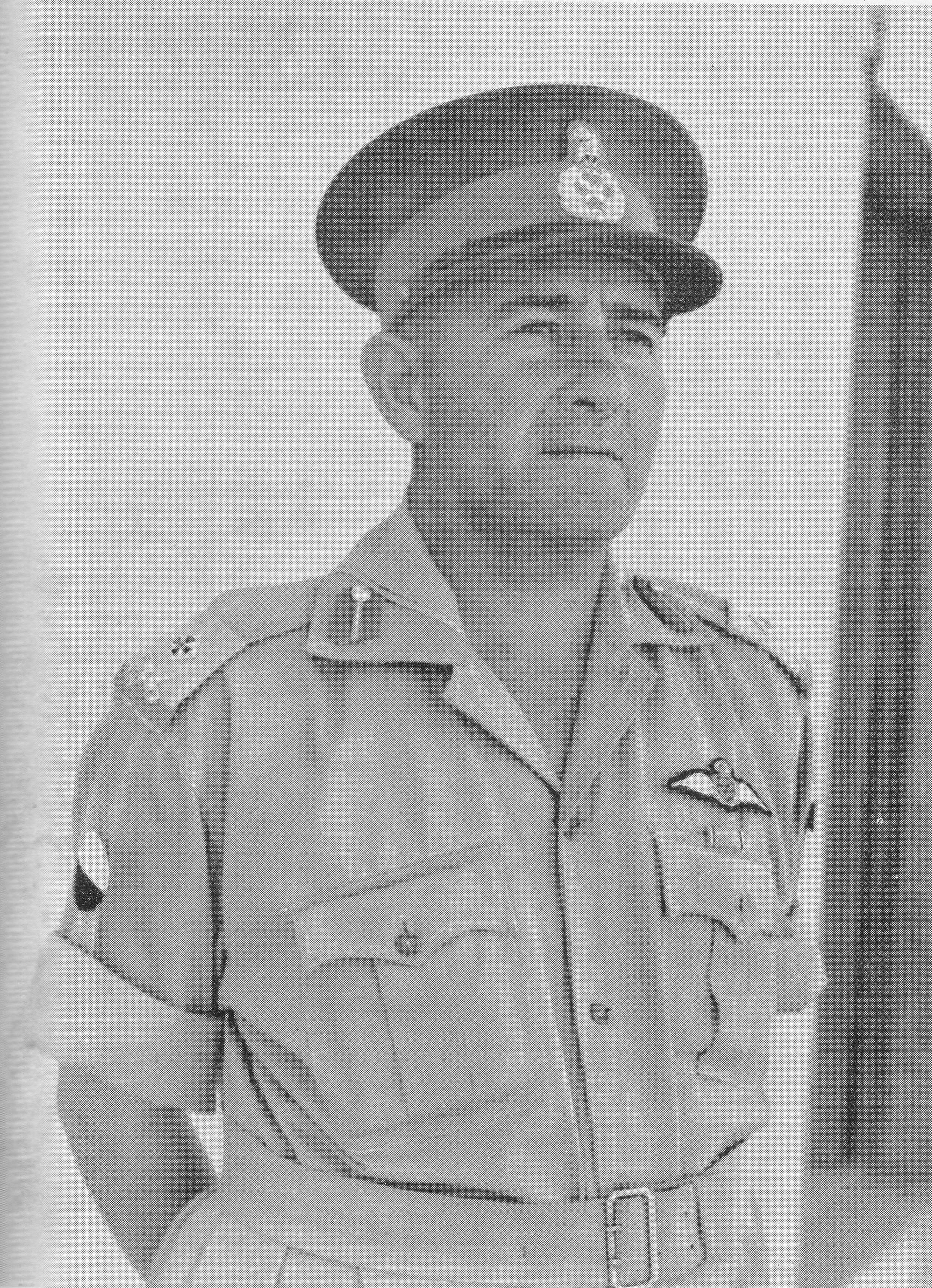
Il generale sudafricano Hendrik Klopper, comandante della piazzaforte di Tobruch.

Il giorno 18 giugno Rommel emise gli ordini di investimento del perimetro fortificato. Sotto la protezione di una serie di attacchi aerei di Ju 87 Stuka nel settore sud-orientale le unità del genio avrebbero aperto una serie di passaggi sui fossati anticarro e nei campi minati, attraverso questi varchi sarebbero penetrate la 15ª Panzerdivision sulla sinistra e la 21ª Panzerdivision sulla destra, mentre il XX Corpo (italiano) sarebbe stato a sinistra della 15ª Panzerdivision con obiettivo il forte Pilastrino. Il XXI Corpo avrebbe effettuato una serie di attacchi diversivi ad occidente e il X Corpo sarebbe stato dietro al DAK per le operazioni di rastrellamento. L'attacco sarebbe iniziato alle 5.20 del 20 giugno.
Il giorno stabilito iniziarono gli attacchi, e ben presto l'11ª Divisione Indiana, che era quella che avrebbe dovuto sostenere l'attacco più pesante, fu costretta a cedere terreno. I contrattacchi con i pochi carri disponibili nel perimetro difensivo non ebbero successo, ben presto i carri tedeschi ebbero ragione dell'artiglieria e dei carri britannici e alle 14 era stata aperta una stretta breccia, e le divisioni tedesche erano oltre King's Cross. Dietro un ordine diretto di Rommel la 21ª Panzerdivision puntò direttamente sulla città. Stando alla ricostruzione di Paolo Caccia Dominioni, i guastatori italiani del XXXI battaglione aprirono per primi dei varchi nel perimetro difensivo della città e occuparono alcuni fortini. Alle 17.45 le imbarcazioni presenti nel porto iniziarono ad abbandonarlo, mentre venivano attuate una serie di demolizioni per rallentare l'avanzata della 21ª Panzerdivision. L'ultima imbarcazione abbandonò il porto di Tobruch alle ore 20. Intanto la 15ª Panzerdivision impegnava le truppe che difendevano il perimetro e disperdeva i vari comandi, compreso quello della 2ª Divisione Sudafricana. La difesa organizzata era ormai finita, dato che il gen. Klopper aveva ordinato di distruggere le radio e i cifrari. A sera, data l'area di sfondamento estremamente limitata, sarebbe stato comunque possibile effettuare un contrattacco per tagliare le comunicazioni delle forze dell'Asse con i loro comandi, ma da parte britannica non esistevano più né i comandi né gli strumenti di comando per effettuare qualsiasi azione. Al mattino successivo fu alzata la bandiera bianca e iniziarono i parlamentari per la resa. Alle 16 era finita ogni resistenza a Tobruch.

## Le conseguenze
La battaglia di Ain el-Gazala e la caduta di Tobruch ebbero conseguenze disastrose per le forze britanniche in Nordafrica. Mentre il DAK con i rifornimenti (soprattutto di carburante e viveri, ma anche di veicoli) aveva un'indipendenza logistica di cui non aveva mai goduto (e non ne avrebbe più goduto per tutto il resto della campagna), l'Ottava Armata si trovava improvvisamente a centinaia di chilometri di distanza dalle sue basi logistiche, praticamente senza veicoli e con gli uomini stanchi e demoralizzati.

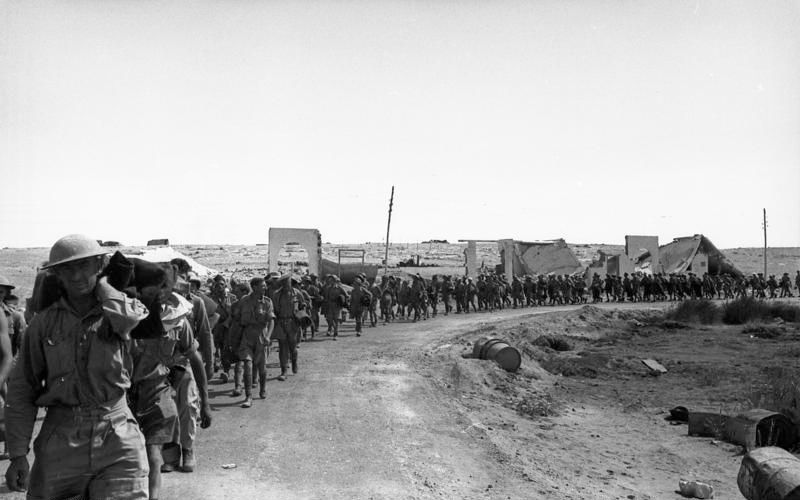
Prigionieri britannici catturati a Tobruch.

Il giorno 21 giugno la 90ª Leichtdivision era già a Bardia (sul confine egiziano) e il giorno successivo Rommel varcò il confine con l'Egitto occupando Sidi Barrani, il 29 giugno il 7º reggimento Bersaglieri (divisione Trento) occupò il campo fortificato di Marsa Matruh e il 1º luglio arrivava di fronte ad El Alamein. A questo punto l'avanzata italo-tedesca si fermò, e non riprenderà mai più.
Molto più importanti delle conseguenze a breve termine furono quelle a lungo termine, infatti Rommel, in netto disaccordo con tutti (Kesselring, comandante delle forze tedesche in Mediterraneo, lo Stato Maggiore italiano e l'OKH di Berlino), ma sostenuto da Mussolini e soprattutto da Hitler, chiese che le truppe destinate all'esigenza C3 (l'invasione di Malta) fossero trasferite in Africa per tentare l'occupazione di Alessandria e del Canale di Suez. Il trasferimento sul fronte africano di queste truppe, e la conseguente sospensione dell'operazione C3, mentre non evitarono la secca sconfitta di El Alamein, impedirono di tagliare i rifornimenti britannici nel Mediterraneo, cosa che avrebbe messo in totale crisi logistica l'Ottava Armata, che avrebbe potuto essere rifornita solamente dalla rotta del Capo.

## Stima delle perdite
Una stima delle perdite nel corso di tutta la battaglia è estremamente difficile, anche perché, soprattutto nella caotica ritirata verso El Alamein, non fu possibile tenere una contabilità precisa degli uomini presenti nei vari battaglioni (ammesso che esistessero ancora). Il dato riportato più frequentemente, e su cui concordano diversi autori, è che, con la caduta di Tobruch, gli italo-tedeschi catturarono circa 25000 prigionieri britannici. Le perdite tedesche, invece, sono circa 3360 uomini (15% delle forze impegnate), di cui circa il 10% ufficiali. Dal punto di vista di materiale, le forze corazzate britanniche erano ridotte a 185 carri, mentre quelle dell'Asse entrarono in Egitto con 50 carri. 

## Valutazione tattica della battaglia
Mentre una valutazione dell'impiego delle forze corazzate è riportata in una voce diversa (Impiego dei carri armati nella seconda guerra mondiale), la valutazione generale del comportamento tattico nel corso della battaglia mostra chiaramente un'organizzazione di comando completamente diversa fra l'Asse (e soprattutto le forze tedesche) e i britannici. Il punto cruciale della battaglia fu il periodo fra il 29 maggio e il 1º giugno, in cui tutte le forze mobili dell'Asse erano chiuse nel Calderone e i britannici, che ancora avevano la superiorità numerica in termini di carri armati, avrebbero potuto schiacciarle fra il XXX Corpo e la 150ª Brigata, prima che queste avessero la possibilità di ricevere rifornimenti. Invece nei comandi dell'Ottava Armata si discuteva di piani più o meno realizzabili, considerando già battuto un nemico che, invece, stava distruggendo una delle grandi unità che si trovava di fronte. Considerando questa scarsa reattività del comando britannico l'azione di Rommel (anche se, in alcune circostanze, come l'invio il 27 maggio a nord della 21ª Panzerdivision, considerando già sconfitte le forze mobili britanniche, eccessivamente ottimistica) fu sempre immediatamente reattiva alle varie azioni del nemico.
Un altro punto di debolezza dei britannici fu il loro rifiuto costante di operare con le forze concentrate, cercando sempre operazioni coordinate su punti diversi dello schieramento avversario. Questo punto fu dovuto soprattutto alla volontà di non offrire bersagli alla Luftwaffe, ma, considerando che il dominio dell'aria era conteso, se non tenuto dai britannici che avevano gli aeroporti più vicini al campo di battaglia, lasciare un simile vantaggio a Rommel era già stato dannoso in diverse altre occasioni (operazione Battleaxe). Rommel invece fu sempre in grado di diluire le sue forze per ingannare il nemico sul punto di attacco principale o di concentrarle per resistere agli attacchi condotti con forze superiori. In sostanza Rommel seppe sfruttare la mobilità delle sue forze molto meglio di quanto abbiano fatto i comandanti britannici.
La battaglia di Gazala ebbe anche un sensibile effetto dottrinario sull'impiego delle forze corazzate da parte dell'Asse, infatti convinsero definitivamente i dottrinari italiani e tedeschi della migliore rispondenza alle esigenze belliche della dottrina che prevedeva l'utilizzo di unità minori non corazzate in collaborazione con i carri armati nei confronti della dottrina che prevedeva l'impiego dei carri armati come corpo unico e totalmente autonomo (la dottrina "tutto carri").

## Ordini di battaglia

### Forze dell'Asse
Comandante Generale: Generale d'Armata Ettore Bastico
- Armata Corazzata Africa (ACIT Armata Corazzata Italo Tedesca) - Gen. delle truppe corazzate Erwin Rommel
  - Deutsches Afrikakorps (DAK) - Ten. Gen. Walther Nehring
    - 15. Panzerdivision - Ten. Gen. Gustav von Vaerst
    - 21. Panzerdivision - Mag. Gen. Georg von Bismarck
    - 90. Leichtedivision ("divisione "leggera", di fanteria motorizzata) - Mag. Gen. Ulrich Kleemann

  - XX Corpo d'Armata di Manovra (CAM) - Gen. di C.d'A. Ettore Baldassarre
    - 132ª Divisione corazzata "Ariete" - Gen. di Div. Giuseppe De Stefanis
      - 132º Reggimento carri
      - 132º Reggimento artiglieria corazzata "Ariete"
      - 8º Reggimento bersaglieri
      - III° Gruppo esplorante "Nizza Cavalleria" (due Squadroni)

    - 101ª Divisione motorizzata "Trieste" - Gen. di Div. Arnaldo Azzi
    - Raggruppamento Artiglieria del 21° e 24 Rgt Art del Corpo d’Armata[40]

  - Gruppo Crüwell: - Gen. delle truppe corazzate Ludwig Crüwell
  - Gruppo Hecker: - Col. Hans Hecker
    - Btg Marco 3 del Reggimento Lagunari "San Marco"
    - 778 Pionier Landungsboot Kompanie
    - 13 Kompanie Brandenburg z.b.V. 800
    - varie unità di genio pionieri
- X Corpo d'Armata - Gen. di C.d'A. Benvenuto Gioda
- 27ª Divisione fanteria "Brescia" - Gen. di Div. Giacomo Lombardi
- 17ª Divisione fanteria "Pavia" - Gen. di Div. Antonio Franceschini
- XXI Corpo d'Armata - Gen. di C. d'A. Enea Navarini
- 102ª Divisione motorizzata "Trento" - Gen. di Div. Francesco Scotti
- 60ª Divisione fanteria "Sabratha" - Gen. di Div. Mario Soldarelli

### Forze britanniche
Comandante supremo delle forze degli alleati in Medio Oriente: Maresciallo C. Auchinleck
- Guarnigione di Tobruch
  - 2ª Divisione fanteria sudafricana (Gen. Hendrik Klopper)
  - 32ª Brigata Carri (60 carri armati tipo "II") (Brig. Gen. Arthur Cecil Willison)
  - 201ª Brigata Guardie (Mag. Gen. John Marriot sostituito dal 17 giugno dal Mag. Gen. George Johnson)
  - 11ª Brigata di fanteria indiana (Brig. Gen. Andrew Anderson)
- Ottava Armata (Ten. Gen. Neil Ritchie)
  - 5ª Divisione indiana (Mag. Gen. Harold Briggs)
  - XIII Corpo d'Armata (Ten. Gen. William Gott)
    - 1ª Divisione fanteria sudafricana (Mag. Gen. Daniel Hermanus Pienaar)
    - 50ª Divisione fanteria "Tyne and Tees" (Mag. Gen. William Ramsden)
    - 4ª Divisione fanteria indiana

  - XXX Corpo d'Armata (Ten. Gen. Charles Norrie)
    - 1ª Armoured Division (Divisione corazzata) (Ten. Gen. Herbert Lumaden)
    - 7ª Armoured Division "Desert Rats" (Mag. Gen. Frank Messervy)
    - 22ª Guards Brigade (Brigata Guardie - corazzata) (Brig. Gen. W. G. Carr)
    - 1ª Brigata Francia Libera (Gen. Marie-Pierre Kœnig)

### Carri armati
Le forze corazzate italo-tedesche comprendevano:
- 50 Panzer II
- 223 Panzer III Ausf. H (armati di cannone 5 cm KwK 39 L/42)
- 19 Panzer III Ausf. J (armati di cannone 5 cm KwK 39 L/60)
- 40 Panzer IV Ausf. E (armati di cannone 7,5 cm KwK L/24)
- 4 Panzer IV Ausf. F2 (armati di cannone lungo, 7,5 cm KwK 40 L/43)[41]
- 228 carri, di cui 138 M14/41 il resto M13/40 (armati di cannone da 47/32)[42]
- 24 Semovente 75/18 armati di obice da 75 mm[43]

Le forze corazzate britanniche comprendevano:
- 166 Mk III Valentine
- 110 Mk II Matilda
- 167 M3 Lee/Grant
- 257 Mk VI Crusader
- 149 M3/M5 Stuart